# Rowlandius abeli
Espèce
Rowlandius abeli est une espèce de schizomides de la famille des Hubbardiidae.

## Distribution
Cette espèce est endémique de la province de Sancti Spíritus à Cuba,. Elle se rencontre dans le parc national Caguanes à Yaguajay.

## Description
Le mâle holotype mesure 3,10 mm et la femelle paratype 3,50 mm.

## Étymologie
Cette espèce est nommée en l'honneur d'Abel Pérez González.

## Publication originale
- Armas, 2002 : Nuevas especies de Rowlandius Reddell & Cokendolpher, 1995 (Schizomida: Hubbardiidae) de Cuba. Revista Iberica de Aracnologia, vol. 6, p. 149–167 (texte intégral).